# Ramón Gómez de Bedoya
Ramón Gómez de Bedoya, fue un militar español, destacado combatiente de la guerra de independencia peruana, sirvió también en la primera guerra carlista y con grado de mariscal falleció en Madrid en 1838.

## Servicio en América
Finalizada en España la guerra contra las franceses y ostentando el grado de capitán, se embarcó para América como ayudante de campo del brigadier José de Canterac, quien por la ruta de Panamá conducía al Perú la expedición del batallón Burgos y los Lanceros del Rey. A su llegada a Costa Firme, estas unidades fueron retenidas por el teniente general Pablo Morillo quien las requería para la lucha contra los insurgentes de Nueva Granada y Venezuela, en agosto de 1817 el capitán Gómez de Bedoya hizo la campaña sobre la isla Margarita, foco revolucionario, participando del asalto al fuerte la Galera donde por orden de Canterac dirigió dos compañías de infantería las cuales fueron las primeras en traspasar las murallas recibiendo Gómez de Bedoya una grave contusión en el pecho producto de una pedrada arrojada por los insurrectos en medio de su desesperada resistencia. Tras esta acción recibió una recomendación especial por su valor.
Incorporadas definitivamente al ejército de Morillo las tropas de Canterac este pasó al Perú a informar de ello al virrey siguiéndole algunos otros oficiales entre ellos Gómez de Bedoya. A su llegada al Perú y ascendido a teniente coronel, en 1818 fue destinado junto a Canterac al ejército del Alto Perú actuando en la campaña de Tarija y la invasión a Jujuy. En 1821, luego producida la invasión al virreinato peruano del ejército libertador del general José de San Martín, fue uno de los jefes realistas firmantes de la intimación de Aznapuquio por la cual fue depuesto el virrey Pezuela, en 1821 como oficial del regimiento de caballería Dragones de la Unión forma parte de la expedición al mando de Canterac que incursionó a los castillos del Callao, luego de ocupada Lima por San Martín, en la retirada se distinguió en el combate de Porochuco el 21 de setiembre. En 1822 participó en la batalla de Ica mandando los escuadrones de Dragones de la Unión, cuerpo a cuya acción se debió principalmente la victoria. 
Ascendido a coronel del regimiento participó también en la batalla de Moquegua en 1823 y en junio de ese año, ostentando ya el grado de brigadier, volvió a incursionar a Lima cuando el ejército de Canterac reocupo la ciudad, el 1.º de julio sostuvo en la Legua (cerca del Callao) un encuentro con las avanzadas independentistas desprendidas de los castillos del puerto a las que derrotó y puso en fuga, poco después el ejército de Canterac retornó a sus cuarteles de la sierra central desde donde en febrero de 1824 dicho jefe mandó una división al mando del general Juan Antonio Monet a ocupar nuevamente Lima siendo el brigadier Gómez de Bedoya comandante de la caballería. Finalmente tras luchar en la batalla de Junín, la primera gran derrota del ejército realista del Perú, concurre a la batalla de Ayacucho, donde mandó una de las brigadas de la caballería realista bajo el mando general de Valentín Ferraz. Tras la pérdida definitiva del Perú regresa a la península.

## Retorno a España
A su regreso a la metrópoli continuo en el servicio activo, fue inspector de caballería e infantería y en 1833 es nombrado primer comandante de los Húsares de la Princesa, al año siguiente es ascendido a mariscal y durante la guerra carlista sirve junto al también mariscal Mateo Ramírez bajo el mando de José Santos de la Hera, ambos antiguos compañeros de armas en el Perú. Fallece en Madrid en 1838.